# Мениль-сюр-Итон
Мениль-сюр-Итон (фр. Mesnils-sur-Iton) — новая коммуна на севере Франции, регион Нормандия, департамент Эр. Расположена в 20 км к югу от Эврё, в 7 км от автомагистрали N154.
Население (2018) — 6 126 человек.

## История
Коммуна образована 1 января 2016 года путем слияния шести  коммун:
- Гувиль
- Данвиль
- Конде-сюр-Итон
- Ле-Ронсене-Отене
- Ле-Сак
- Мантелон

1 января 2019 года в состав новой коммуны также вошли коммуны:
- Бюи-сюр-Данвиль
- Гранвилье
- Роман

Центром коммуны является Данвиль. От него к новой коммуне перешли почтовый индекс и код INSEE. На картах в качестве координат Мениль-сюр-Итона указываются координаты Данвиля. Ассоциированные коммуны остались в разных кантонах и округах: Конде-сюр-Итон относится  к округу Берне и кантону Бретёй, остальные ― к округу Эврё и кантону Вернёй-д’Авр-э-д’Итон.

## Экономика
Структура занятости населения:
- сельское хозяйство — 7,1 %
- промышленность — 23,8 %
- строительство — 6,5 %
- торговля, транспорт и сфера услуг — 28,4 %
- государственные и муниципальные службы — 34,2 %

Уровень безработицы (2017) — 12,8 % (Франция в целом — 13,4 %, департамент Эр — 13,4 %). 

Среднегодовой доход на 1 человека, евро (2018) — 21 650 (Франция в целом — 21 730, департамент Эр — 21 700).

## Администрация
Пост мэра Мениль-сюр-Итона с 2019 года занимает Колетт Боннар (Colette Bonnard), член Совета департамента Эр от кантона Вернёй-д’Авр-э-д’Итон. На муниципальных выборах 2020 года возглавляемый ею независимый список победил во 2-м туре, получив 48,82 % голосов (из трех списков).
| Период | Период | Фамилия       | Партия        | Примечания                                                |
| ------ | ------ | ------------- | ------------- | --------------------------------------------------------- |
| 2016   | 2019   | Паскаль Леве  | Разные правые | учитель, бывший мэр Данвиля                               |
| 2019   |        | Колетт Боннар | Разные правые | бухгалтер, бывший мэр Мантелона, член Совета департамента |